# NGC 2257
NGC 2257 ist ein Kugelsternhaufen im Randbereich der Großen Magellanschen Wolke, im Sternbild Schwertfisch.
Das Objekt wurde am 30. November 1834 von John Herschel entdeckt.